# Giải bóng đá Kansai
Giải bóng đá Kansai (関西サッカーリーグ) là một giải bóng đá của Nhật Bản được tổ chức tại Kansai, bao gồm các tỉnh Hyōgo, Kyōto, Nara, Osaka, Shiga và Wakayama. Mie, thường được coi là một phần của Kansai trong các lĩnh vực ngoài bóng đá, các câu lạc bộ của tỉnh này thi đấu tại Tōkai Soccer League.

## 2015 clubs
| Hạng   | Câu lạc bộ               | Trụ sở             |
| ------ | ------------------------ | ------------------ |
| Hạng 1 | Amitie S.C.              | Kyoto, Kyoto       |
| Hạng 1 | Nara Club                | Nara, Nara         |
| Hạng 1 | Banditonce Kakogawa F.C. | Kakogawa, Hyogo    |
| Hạng 1 | Arterivo Wakayama        | Wakayama, Wakayama |
| Hạng 1 | F.C. Osaka               | Osaka, Osaka       |
| Hạng 1 | Lagend Shiga F.C.        | Moriyama, Shiga    |
| Hạng 1 | Kandai F.C. 2008         | Suita, Osaka       |
| Hạng 1 | Hannan University F.C.   | Matsubara, Osaka   |
| Hạng 2 | AS. Laranja Kyoto        | Ukyo-ku, Kyoto     |
| Hạng 2 | Tatsuno F.C.             | Tatsuno, Hyogo     |
| Hạng 2 | Ain Foods S.C.           | Izumi, Osaka       |
| Hạng 2 | Diablossa Nara           | Yamatotakada, Nara |
| Hạng 2 | Kwangaku Club            | Nishinomiya, Hyōgo |
| Hạng 2 | F.C. TIAMO               | Hirakata, Osaka    |
| Hạng 2 | Kyoto Shiko Club         | Kita-ku, Kyoto     |
| Hạng 2 | Takasago Mineiro F.C.    | Takasago, Hyōgo    |